# 察尔汗盐湖

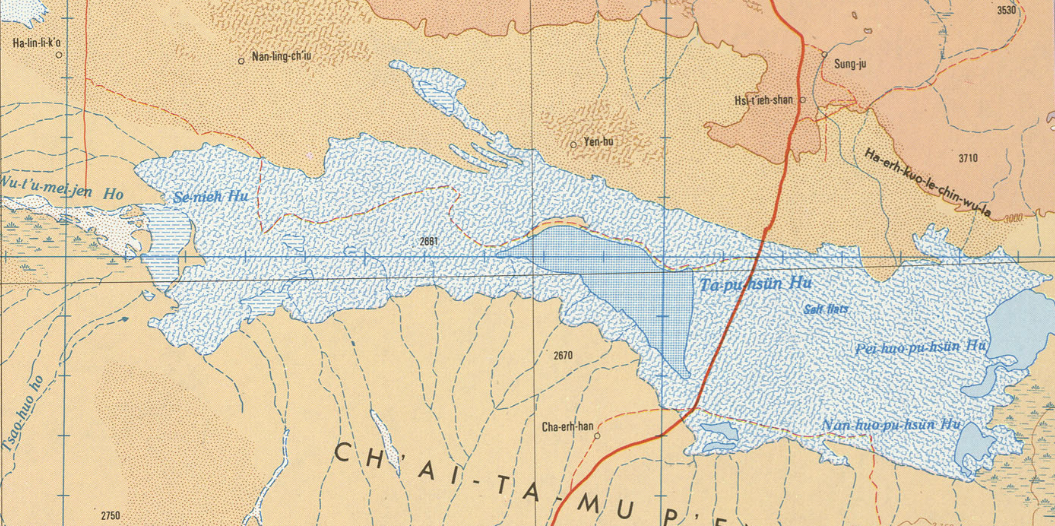
察尔汗盐湖，北霍布逊湖在其东方，南霍布逊湖在其东南方，达布逊湖在公路左方，团结湖在公路南方

察尔汗盐湖是中国青海省海西蒙古族藏族自治州的一个盐湖，位于柴达木盆地南部，地跨格尔木市和都兰县，由达布逊湖以及南霍布逊湖、北霍布逊湖、涩聂等盐池汇聚而成，总面积5856平方公里，是中国最大的盐湖；格尔木河、柴达木河等多条内流河注入该湖。

## 地理
由于水分不断蒸发，盐湖上形成坚硬的盐盖，青藏铁路和青藏公路直接修建于盐盖之上，察尔汗盐湖蕴藏有丰富的氯化钠、氯化钾、氯化镁等无机盐，总储量约达600亿吨，为中国矿业基地之一。察尔汗盐湖是一个海成湖，在青藏高原形成时留下的古特提斯海海水积累形成。现在，察尔汗盐湖已经分裂为达布逊湖、南霍布逊湖、北霍布逊湖、涩聂盐池等盐湖和盐池。察尔汗盐湖位于昆仑山和祁连山之间的柴达木盆地中心，并被称作是“青藏高原的聚宝盆”。它主要著名于丰富的盐矿资源和长达32公里的“万丈盐桥”景色。